# Терлецкий, Стефан
Стефан Терлецкий (англ. Stefan Terlezki, укр. Стефан Олексійович Терлецький; 29 октября 1927 — 21 февраля 2006) — британский политик, консерватор, член Палаты общин Великобритании от Кардиффа.

## Биография
Родился в селе Олешов в Галиции. В то время село относилось к Станиславовского воеводства Польской Республики, ныне — Ивано-Франковской области Украины. Его отец работал на кирпичном заводе. Был убеждённым националистом. Впоследствии провёл 25 лет в сибирском лагере. В 1984 году тогдашний министр иностранных дел сэр Джеффри Хау убедил своего советского коллегу Андрея Громыко разрешить отцу Стефана посетить его в Великобритании на месяц после 42 лет разлуки. Когда нацисты прибыли в его деревню в 1942 году, они бросали евреев на смерть с местного моста. Стефана в 14 лет отправили в скотовозе работать к австрийскому фермеру под Грацем.
Советские войска прибыли в Австрию в 1945 году, и посадили Терлецкого в поезд. Стефан подозревал, что его отправили служить в Красную армию, чтобы воевать на Дальнем Востоке. Ему удалось бежать, и он оказался в Австрии, которая находилась под британским контролем. Терлецкий стал пекарем в армейской столовой. Затем отправился в Британию. Терлецкий был направлен в Южный Уэльс. Стал поваром в шахтёрском общежитии. Затем прошёл обучение в Кардиффском колледже пищевых технологий и торговли. Впоследствии Терлецкий стал владельцем отеля Cedars в Кардиффе. В 1955 году женился на Мэри Бамфорд.
Его первым политическим шагом было получение места в городском совете Кардиффа в 1968 году. В 1973 он стал членом совета Южного Гламоргана. На двух выборах в 1974 году Терлецкий противостоял Джеймсу Каллахану в Юго-Восточном Кардиффе и оба раза неудачно. Также он участвовал в выборах в Европейскую ассамблею от Южного Уэльса в 1979 году. Основным пунктом программы была остановка продажи продовольствия в Восточную Европу.
В 1983 году, во время второго срока Маргарет Тэтчер, он был избран в Палату общин Великобритании в числе 14 валлийцев. Во время активной политической деятельности Терлецкий пытался вернуть повешение за изнасилование и вооруженное ограбление. Выступал за телесные наказания для хулиганов. Пытался запретить женщинам проводить демонстрации у базы крылатых ракет в Гринхэм Коммон. Состоял в специальном комитете по делам Уэльса. Будучи парламентарием, он встречался с Папой Римским Иоанном Павлом II, Рональдом Рейганом и Михаилом Горбачёвым. В 2005 году Терлецкий выпустил автобиографию под названием «От войны до Вестминстера».